# Dirk Westphal
Dirk Westphal (Berlino, 31 gennaio 1986) è un pallavolista tedesco, schiacciatore del Netzhoppers.

## Carriera
La carriera di Dirk Westphal inizia nel 1994 nel Berliner Turn- und Sportclub, dove resta per otto stagioni, prima di passare, nell'annata 2002-03 nel Volleyball Club Olympia 93 di Berlino, club con cui debutto nella 1. Bundesliga e a cui resta legato per tre stagioni e con cui disputa la massima divisione del campionato tedesco anche nell'annata 2004-05; con la nazionale juniores vince la medaglia di bronzo al campionato europeo di categoria 2004, mentre dal 2005 ottiene le convocazioni nella nazionale maggiore tedesca.
Nella stagione 2005-06 viene ingaggiato dallo Sport-Club Charlottenburg Berlin Volleyball, dove resta per quattro stagioni; con la nazionale vince la medaglia d'oro all'European League 2009. Nella stagione 2009-10 si trasferisce nella Serie A1 italiana con la Prisma Volley di Taranto, mentre nella stagione successiva rimane nel campionato italiano ma veste la maglia de La Fenice Volley Isernia, in Serie A2.
Per il campionato 2011-12 difende i colori del club belga dell'Asse-Lennik, mentre per il campionato successivo è sempre in Belgio ma con il Volleyteam Roeselare, vincendo scudetto, coppa nazionale e Supercoppa. Nella stagione 2013-14 viene ingaggiato dal Wojskowy Klub Sportowy Czarni Radom, nella Polska Liga Siatkówki, dove resta per due annate; con la nazionale si aggiudica il bronzo al campionato mondiale 2014.
Per il campionato 2015-16 è nella Ligue A francese con il Nantes Rezé Métropole Volley e in quello 2016-17 è nella Super League iraniana con lo Shahrdari Tabriz Volleyball Club.
Ritorna in patria nella stagione 2017-18, accettando l'offerta del Dürener, in 1. Bundesliga, stessa categoria dove milita nell'annata successiva con il Netzhoppers.

## Palmarès

### Club
- Campionato belga: 1

2012-13
- Coppa del Belgio: 1

2012-13
- Supercoppa belga: 1

2013

### Nazionale (competizioni minori)
- Campionato europeo juniores 2004
- European League 2009